# Swiss Project Management Association
Die Swiss Project Management Association (spm) ist der national und international anerkannte schweizerische Fachverband im Projektmanagement. Er wurde 1983 gegründet und vertritt er die Schweiz als Exklusivmitglied der 1965 gegründeten International Project Management Association (IPMA).
Als branchenübergreifende Fachorganisation setzt sich der spm für die Verbreitung, Weiterentwicklung und Akzeptanz von Projektmanagement in Wirtschaft und Gesellschaft ein. Als unabhängiger Fachverband bietet der spm einen Austausch zwischen Anbietern von Projektmanagement-Leistungen und Organisationen, welche Projektmanagement im Sinne von Change the Business professionell anwenden.
Der Verein nach Schweizerischem Zivilgesetzbuch und besteht aus den Organen:
Generalversammlung der Mitglieder, Vorstand,  Revisionsstelle und Geschäftsstelle.
Vereinspräsidentin ist seit 2019 Ingrid Giel.

## Ziele
Der Verein hat sich zum Ziel gesetzt, die Erfolgschancen von Schweizer Unternehmen und Organisationen im internationalen Wettbewerb und die Berufsaussichten aller im Projektmanagement tätigen Personen verbessern durch:
- nachhaltiges Fördern von Projektmanagement in der Praxis
- initiieren geeigneter Bildungsmassnahmen auf allen Stufen
- Förderung von praxisnaher Forschung und Entwicklung
- wirkungsvolles Wissensmanagement
- Kooperation mit nationalen und internationalen Organisationen
- internationale Standardisierung und Zertifizierung im Projektmanagement

Der spm bietet keine kommerziellen Projektmanagement-Dienstleistungen wie z. B. Beratung, Weiterbildung, Instrumente an, sondern konzentriert sich auf Leistungen, für die es keine oder noch keine kommerziellen Anbieter gibt.

## Mitglieder und Partnerschaften
Mitglied werden können Einzelpersonen sowie Unternehmen, Organisationen und öffentlichen Institutionen. Im Jahr 2013 zählt der spm 93 Firmenmitglieder und 557 Einzelmitglieder.
Der spm unterhält Partnerschaften mit verschiedenen Organisationen und Unternehmen und verschiedene Leistungen werden auch einem weiteren Interessentenkreis angeboten.
Den Partnern stehen folgende Möglichkeiten für die Unterstützung und Zusammenarbeit zur Verfügung:
- Im Rahmen der Förderung von Projektmanagement arbeiten Partnerorganisationen mit der spm  zusammen.
- Partner können ihre Dienstleistungen im Umfeld von Projektmanagement auf der spm-Website publizieren.
- Mitgliederbeitrag
- Spende